# Aeroportul Municipal Jefferson
Aeroportul Municipal Jefferson (IATA: EFW, ICAO: KEFW, FAA LID: EFW) este un aeroport din Iowa, Statele Unite ale Americii.
Situat la o altitudine de 318,0588 m, aeroportul dispune de 2 piste.

## Infrastructură

### Piste
Aeroportul dispune de 2 piste. Pista 14/32 are suprafața de beton și dimensiunile 3.200 picioare × 75 picioare. Pista 18/36 are suprafața de Iarbă și dimensiunile 1.696 picioare × 150 picioare. 